# 封套

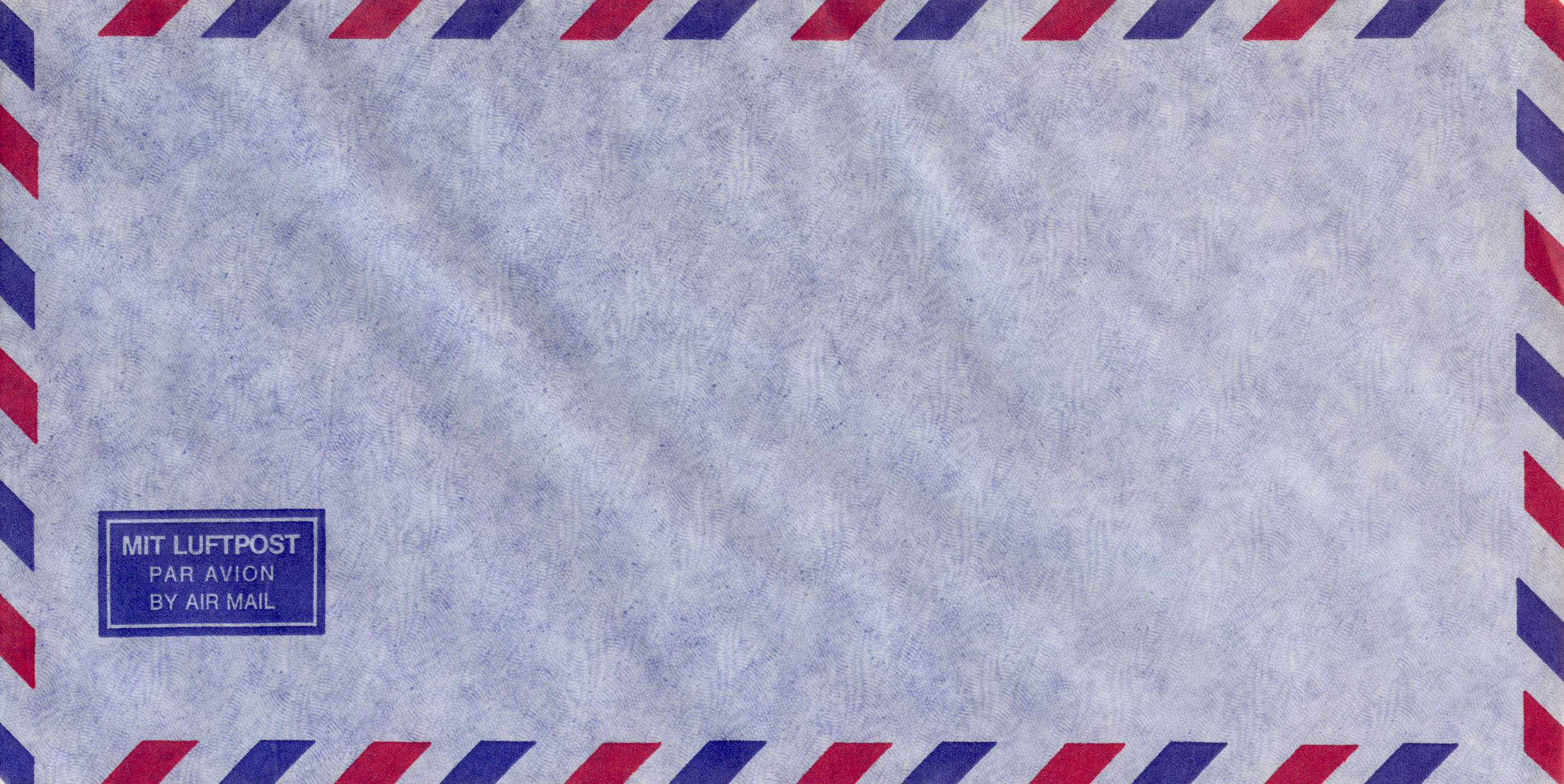
國際通用的空白航空信封

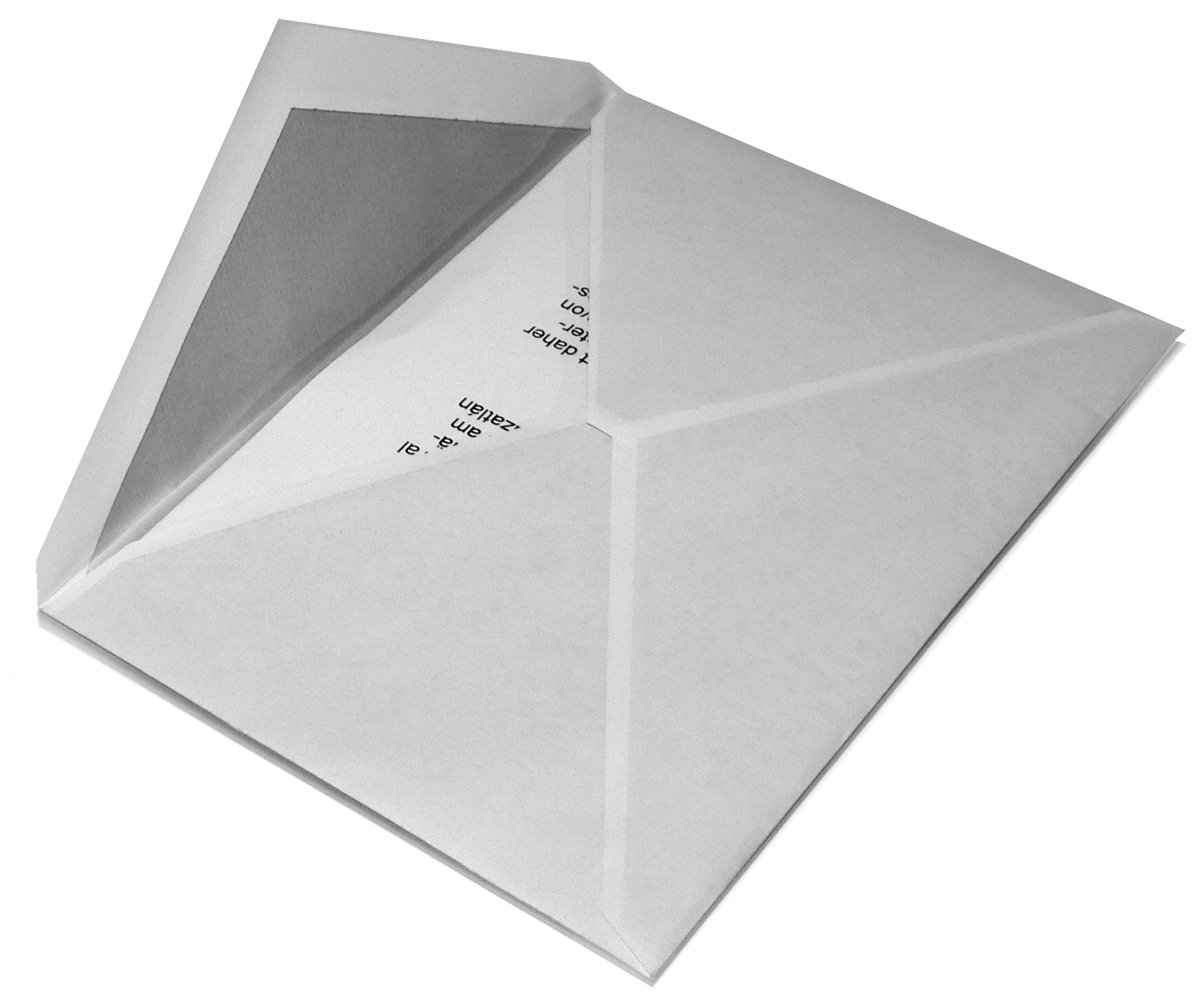
白色的信封

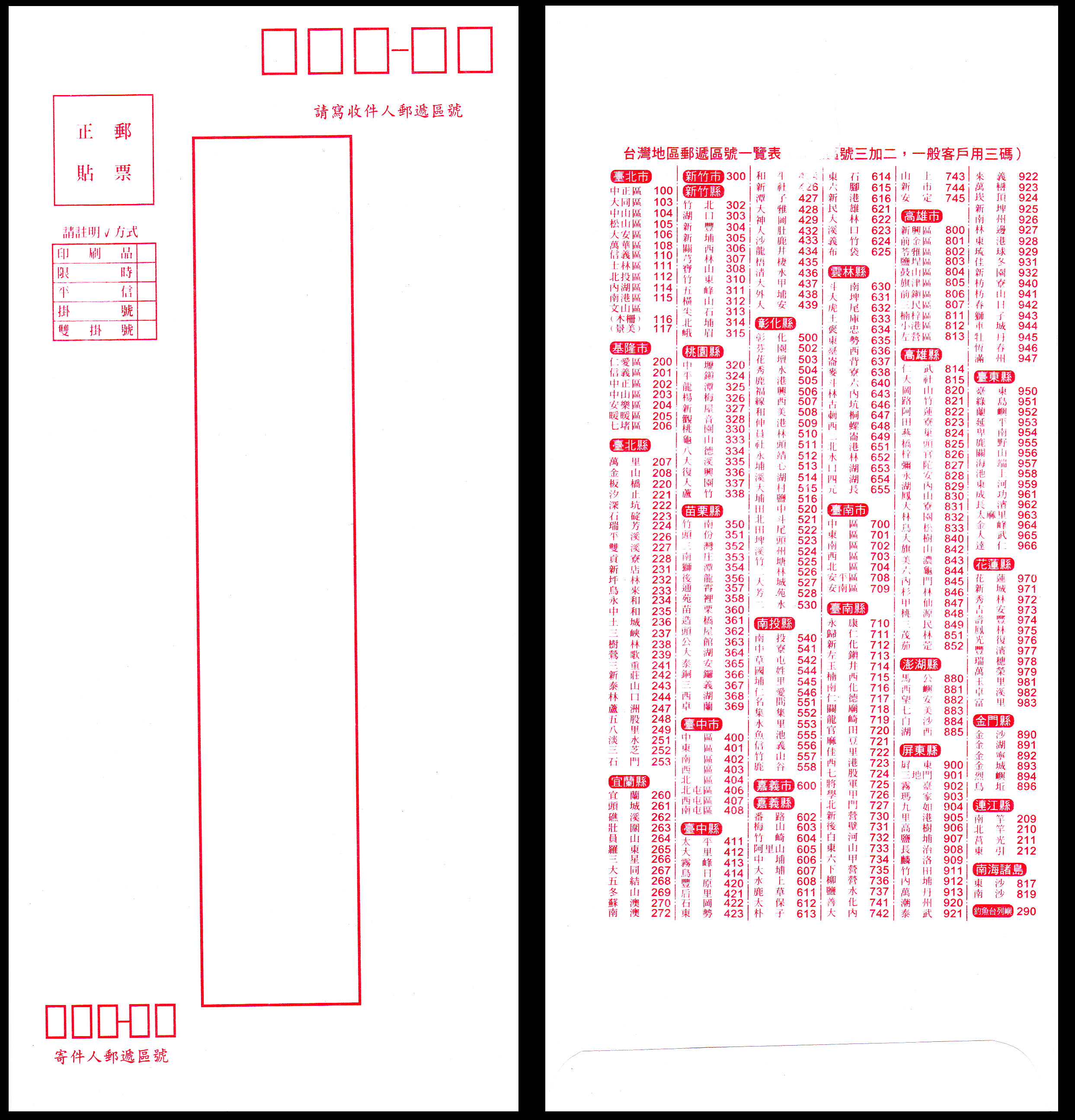
台灣直式信封，背後(右)附有台灣郵遞區號一覽表

封套（法語：enveloppe），是一種包裝工具，通常都是壓平的。製造信封的材料有很多種，最常見的是紙張，其次還有紙版、塑膠、牛皮紙等。用作郵寄用的封套稱為信封。

## 類型

### 信封

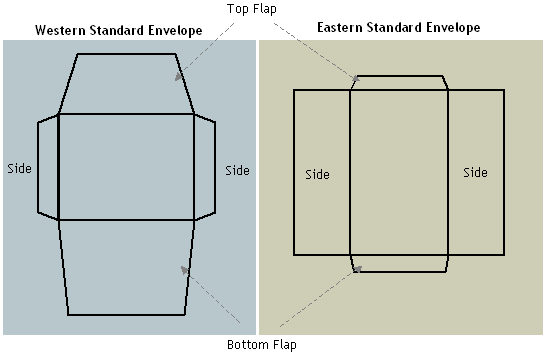
西式與中式信封比較

傳統的信封做法大致上是將一張紙先切割，切割的形狀主要有幾種：
西式信封有一種是封口有扁三角型的圓角狀，兩側為較短的側邊，下方則是較長的背紙。整個攤開來像一個風箏，是橫式的。
東亞式信封的封口一般是平口狀，較短，兩側很長，可組成背紙，下方縮短，就像封口。屬於直式的信封。這種直式的信封常用來裝直寫的信件，在漢字文化圈依然保存直寫書信傳統的地方流通。

#### 透明口洞信封
較特別的是一種源于西方的透明口洞信封，英語叫，也常直譯為窗口信封。這種信封是橫式的，在正面挖開有一個橫長方型的地址欄，從外面看得見裡面信件的一部分。地址窗口通常蓋有透明薄片保護。有時為了節省成本或是材料短缺，也有沒有透明薄片保護的窗口信封。根據台灣郵政總局的資料參考，地址窗口的尺寸通常約長80到100毫米，寬25到45毫米。位置在信封正面的收件人地址區。
窗口信封是在1905年左右，第一次在歐洲出現。當時不少信封上寫好的地址很容易因各種原因而殘缺，消失，如下雨可能使墨跡模糊，或是與其他信封沾黏在一起，因此發明了這種可以保護地址的窗口信封。
今日的窗口信封已國際化使用，最典型的用途是在回郵信封上。另外各種大量印製的單據，如帳單、通知書等，為了降低額外列印、黏貼收件地址標籤的成本，以及避免裝錯信封，也都直接將收件地址及收件者印在單據上，並使用窗口信封。

#### 信紙與信封合在一起
有一種特殊的信封，又稱為郵簡，是將信紙與信封合在一起的做法，如果消費者自己做信封，將信件內容直接寫在信封反面，正面用來寫地址，就會成為一種信紙封，這種做法經常是在節省郵資的前提下產生的。相較於明信片，可用面積較大且信件內容需拆封才可看見。目前市面上也有販賣這樣的信紙封，買到時通常都是平整而且沒有黏貼的。等到寫好信之後，直接將信紙黏起就變成一個信封。黏貼方式通常是相當簡便的，也就是將側邊先折起，再折下緣，上緣通常僅須一張貼紙或一點膠水，就能將整封信封好
有時一些回函問卷表格及帳單、通知書等，為節省郵資也會有此做法。

### 禮封
禮封是用作包裝禮金作為餽贈的封套，紅包袋是其中一種。此外還有帛金專用的白色禮封。

## 封法
將信封封起也有很多種方式，以膠水封起可說是最常見的，歷史上重要的信，在封口都會加印章，西方的封法通常是使用加熱的蠟與金屬印章彌封。東方的作法則有加上簽名，或是官印的封條。今日某些重要信封仍有此做法。例如學生在申請大學或研究所時，教師所寫好的推薦信，在封口處通常會加上簽名。
在一些內部文件大量傳遞的公司，公文用信封為了要增加重複使用的機會，會加上如鈕扣般的繩繞封口。或是西方流行的金屬雙耳封口信封（Clasp Envelope），做法是在封口上打一個洞，信封本體則黏上一個金屬耳扣，將耳扣捏起卡住信封即可。
今日文具店販賣的信封，有不少都有自黏的封口設計，消費者只要將封口塗上一些水（很多人使用唾液），就會有黏性。有些大型信封則預先貼好了雙面膠帶，讓消費者方便封裝。

## 郵政規定
在世界各地的郵政系統中，多有規定標準信封的尺寸和封法，例如為了郵政處理人員的安全和避免損壞郵件自動分揀機器，以釘書針或其他突出物封起信封，是不被鼓勵，甚至可能被拒絕投遞。航空用信封則通常有花紋裝飾的邊角，以利區別，使用的紙磅數較輕，是為了郵資考量。此外，國際郵政也多有一套制式的信封寫法和郵票黏貼位置規定。
在各國幾乎都有制定「信封國家標準」，會明定長與寬的尺寸範圍，厚度，重量和材質顏色。例如在台灣的信封國家標準，是由經濟部中央標準局制定。長度需在140到235毫米內，寬度需在90到165毫米內。長邊的尺寸在是短邊的1.3倍。厚度則需低於6毫米，重量要輕於50公克。使用80磅以上的白紙，並避免使用深色。在大陆地区，国内信封的长度需在176到324毫米内，宽度在125到229毫米内，材料不得低于80g/㎡

## 外部連結
- （繁體中文）各類信封 （页面存档备份，存于）
- （葡萄牙文）信封的形狀和尺寸 （页面存档备份，存于）
- （葡萄牙文）信封的圖 （页面存档备份，存于）
- （德文）歷史背景
- （英文）自己如何做一個信封 （页面存档备份，存于）
- （繁體中文）中華郵政信封書寫範例 （页面存档备份，存于）
- （简体中文）GB/T 1416-2021 信封 （页面存档备份，存于）